# Comitatul Lääne
Lääne este un comitat din Estonia. Reședința sa este orașul Haapsalu.

## Orașe
- Haapsalu
- Lihula

## Comune
- Hanila
- Kullamaa
- Lihula
- Martna
- Noarootsi
- Nõva
- Oru
- Ridala
- Risti
- Taebla
- Vormsi